# Transportul feroviar în Insula Man

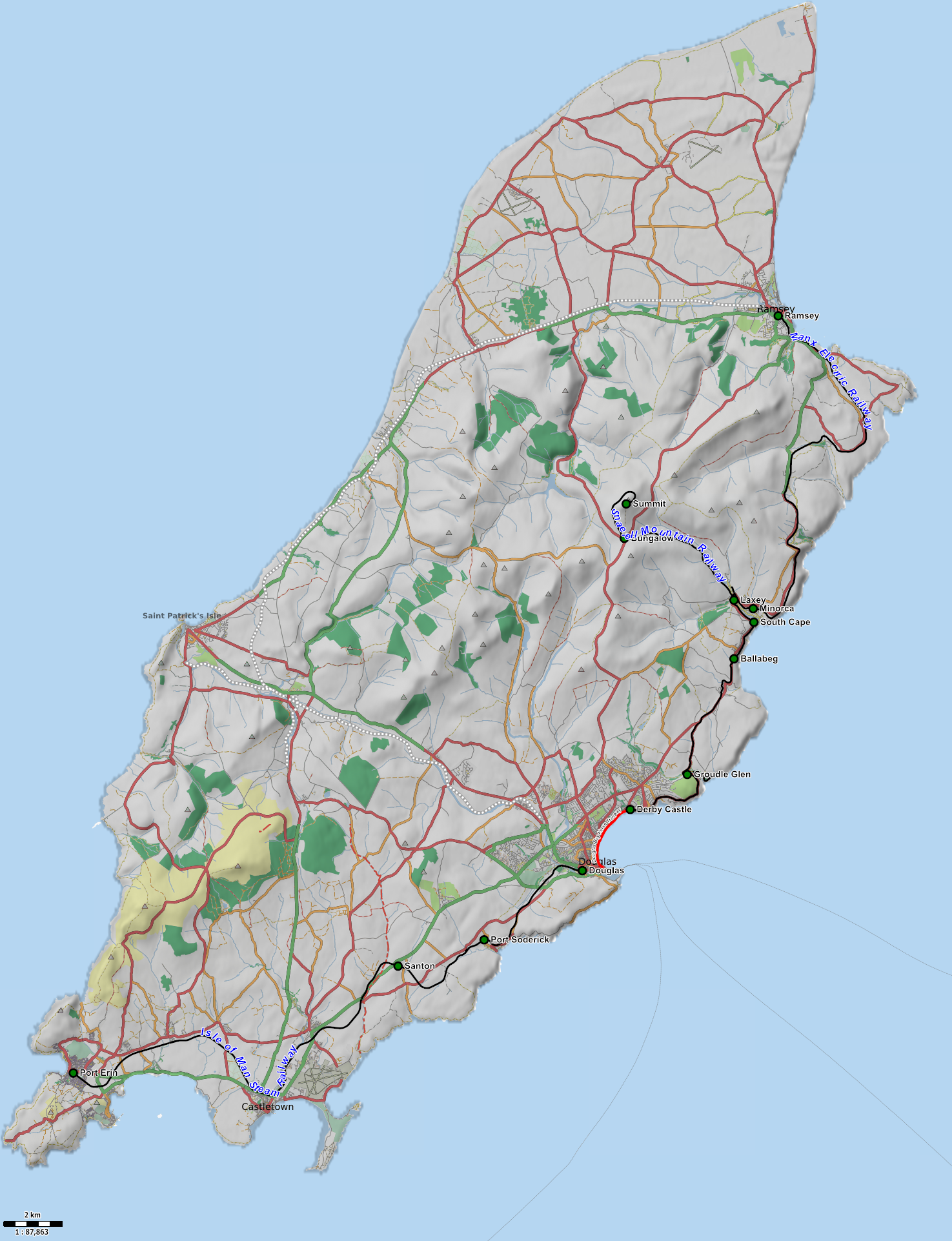
Sistemul feroviar din Insula Man

Insula Man are o moștenire bogată în ceea ce privește istoria transporturilor și se mândrește cu cea mai mare rețea de cale ferată cu ecartament îngust din Insulele Britanice, având mai multe căi ferate istorice și tramvaie încă în exploatare. Acestea funcționează în mare măsură la așa zisul Ecartament Standard Manx 3' 0" și împreună au în total cca. aproximativ 65 mile (105 km) de căi ferate și linii de tramvai victoriene. Un muzeu de cale ferată în Port Erin permite oamenilor să afle mai multe despre istoria căilor ferate din Insula Man până la sfârșitul anilor 1990. Acest muzeu era „însoțit” de un muzeu similar în Ramsey dedicat istoriei liniei electrice, dar acesta a fost închis și transformat într-un club pentru tineret. Calea ferată pe bază de abur din sudul insulei, cea electrică din nord și cea montană sunt toate deținute de guvern și operate sub denumirea „Isle Of Man Railways” ca o divizie a Departamentul de Turism și Agrement de pe insulă. Liniile de la Groudle Glen și Wild Life Park sunt amândouă proprietate privată, dar deschise pentru public.

## Linii
- Snaefell Mountain Railway, din 1895, 3'6" (1,067 mm)
- Groudle Glen Railway, din 1896, 2'0" (610 mm)
- Manx Electric Railway, din 1893, 3'0" (914 mm)
- Isle of Man Railway, din 1873, 3'0" (914 mm)
- Douglas Bay Horse Tramway, din 1876, 3'0" (914 mm)
- Great Laxey Mine Railway, din 1877, 19" (550 mm)
- The Orchid Line, din 1992, gabarite diverse
- Upper Douglas Cable Tramway, până în 1929, 3'0" (914 mm)

## Vezi și
- Transportul feroviar după țară